# Works Volume 2
Works Volume 2  è l'ottavo album del trio rock britannico Emerson, Lake & Palmer, pubblicato nel 1977.

## Storia
L'album, uscito a otto mesi di distanza da Works Volume 1, raccoglie dodici brani registrati fra il 1973 ed il 1977: secondo una formula analoga a quella dell'album precedente, metà dei brani è eseguita dal trio al completo e l'altra metà è prodotta da ciascun componente come solista, per buona parte senza contributi da parte degli altri due; diversamente però dal Volume 1 che ripartiva in modo netto le due tipologie di brani (una facciata per ciascuno dei tre, la quarta registrata insieme) su quest'album i lavori compaiono in ordine sparso e la loro natura è deducibile solo dall'indicazione in copertina di autore e produttore. Altra differenza di rilievo con il Volume precedente, oltre al formato singolo anziché doppio, è costituita dal fatto che soltanto sette brani sono inediti: gli altri cinque erano già stati pubblicati su 45 giri, a nome di tutto il gruppo o di uno solo dei tre musicisti.

## I brani

### Tiger in a Spotlight
La canzone, con testo di Peter Sinfield, risale alle session dell'album Brain Salad Surgery (1973). Musicalmente si basa sulla tipica struttura del blues in 12 battute e pertanto, nel solo centrale di Keith Emerson al pianoforte, presenta qualche analogia con la Piano Improvisation inclusa nel triplo album dal vivo Welcome Back, My Friends, to the Show That Never Ends - Ladies and Gentlemen Emerson, Lake & Palmer che fu registrato almeno cinque mesi dopo questo brano (febbraio 1974).

### When the Apple Blossoms Bloom in the Windmills of Your Mind, I'll Be Your Valentine
Il brano dal titolo più lungo pubblicato dal trio. È un altro outtake di Brain Salad Surgery, in questo caso strumentale. Già edito nel 1973 nel Regno Unito come lato B del singolo Jerusalem.

### Bullfrog
Brano strumentale di Carl Palmer, affiancato da due membri del trio jazz Back Door: Ron Aspery (sax e flauto) e Colin Hodgkinson (basso), accreditati come coautori ma non come esecutori. Palmer, oltre alla batteria, vi suona anche timpani sinfonici, campane tubolari, vibrafono e percussioni varie. La sezione centrale ospita sovraincisioni di sintetizzatore, forse opera di Emerson.

### Brain Salad Surgery
Brano scartato dall'omonimo LP del 1973, incluso quello stesso anno in un EP promozionale per quell'album e infine edito nel maggio del 1977 come lato B del singolo Fanfare for the Common Man tratto da Works Volume 1. Al testo collabora ancora Pete Sinfield.

### Barrelhouse Shake-Down
Brano strumentale honky-tonk scritto da Keith Emerson, il quale lo esegue con una sezione fiati da lui arrangiata assieme ad Alan Cohen. Già pubblicato nel 1976 a nome del solo tastierista sul lato B del 45 giri Honky Tonk Train Blues (vedi sotto).

### Watching Over You
Ninna nanna scritta e prodotta da Greg Lake, con l'aiuto di Pete Sinfield ai testi, e musicalmente realizzata dal solo Lake (voce, chitarra acustica, basso e armonica a bocca).

### So Far to Fall
Brano di Emerson, Lake e Sinfield registrato dal trio al completo assieme a una sezione fiati da big band arrangiata da Emerson con Tony Harris.

### Maple Leaf Rag
Celebre ragtime di Scott Joplin del 1899, arrangiato da Emerson e da lui eseguito con l'accompagnamento della London Symphony Orchestra. In Italia fu utilizzato dalla Rai come sigla finale della seconda stagione del rotocalco televisivo Odeon. Tutto quanto fa spettacolo e in quanto tale pubblicato dalla Ricordi come 45 giri a nome del solo Keith Emerson, col titolo Odeon Rag in copertina e sul lato B il brano di ELP The Sheriff, dall'album Trilogy del 1972.

### I Believe in Father Christmas
Canzone che Lake scrisse con Sinfield e pubblicò come singolo a proprio nome nel novembre del 1975: il brano arrivò al secondo posto della Official SIngles Chart nello stesso periodo in cui al primo c'era Bohemian Rhapsody dei Queen – ossia uno dei singoli più venduti di sempre nel Regno Unito – e negli anni fu reinterpretato da vari artisti. La versione su quest'album è un parziale rifacimento ad opera del trio: le tracce di voce e chitarra di Lake e alcune frasi di sintetizzatore sono infatti le stesse del 45 giri, mentre l'originario arrangiamento per orchestra e coro fu sostituito da nuove parti eseguite da Emerson e Palmer. L'inciso strumentale dopo ogni strofa cita il brano Troika di Sergej Prokov'ev, dalla suite sinfonica Lieutenant Kijé op. 60 (1934).

### Close But Not Touching
Brano strumentale firmato da Carl Palmer con il pianista e compositore jazz Harry South, come già Food for Your Soul da Works Volume 1. È eseguito dal batterista con un'orchestra di fiati, più una chitarra elettrica solista probabilmente suonata da Joe Walsh, anch'egli già comparso nel doppio album precedente sulla facciata riservata a Palmer.

### Honky Tonk Train Blues
Cover di un noto boogie-woogie strumentale del 1927 di Meade "Lux" Lewis, eseguita da Emerson con una sezione fiati da lui arrangiata assieme ad Alan Cohen e, come già detto, pubblicata come singolo nel 1976. Utilizzato dalla Rai come sigla finale della prima stagione del rotocalco televisivo Odeon. Tutto quanto fa spettacolo.

### Show Me the Way to Go Home
Canzone molto popolare nel Regno Unito e in Nordamerica, composta nel 1925 da James Campbell e Reginald Connelly con lo pseudonimo congiunto "Irving King" e qui riarrangiata da Emerson con Godfrey Salmon. Il trio al completo la esegue assieme alla London Symphony Orchestra diretta dallo stesso Salmon.

## Tracce
Lato A
1. Tiger in a Spotlight – 4:36 (Keith Emerson, Greg Lake, Carl Palmer, Peter Sinfield)
2. When the Apple Blossom Bloom in the Windmills of Your Mind, I'll Be Your Valentine (strumentale) – 3:59 (musica: Emerson, Lake, Palmer)
3. Bullfrog (strumentale) – 3:52 (musica: Palmer, Ron Aspery, Colin Hodgkinson)
4. Brain Salad Surgery – 3:10 (Emerson, Lake, Sinfield)
5. Barrelhouse Shake-Down (strumentale) – 3:52 (musica: Emerson)
6. Watching Over You – 3:58 (Lake, Sinfield)

Lato B
1. So Far to Fall – 4:57 (Emerson, Lake, Sinfield)
2. Maple Leaf Rag (strumentale) – 2:03 (musica: Scott Joplin, arr. Emerson)
3. I Believe in Father Christmas – 3:20 (Lake, Sinfield)
4. Close But Not Touching (strumentale) – 3:22 (musica: Palmer, Harry South)
5. Honky Tonk Train Blues (strumentale) – 3:11 (musica: Meade "Lux" Lewis, arr. Emerson, Alan Choen)
6. Show Me the Way to Go Home – 3:32 (Irving King, arr. Emerson, Godfrey Salmon)

2001 bonus tracks
1. Tiger in a Spotlight (live) – 5:07
2. Watching Over You (live) – 2:31
3. Show Me the Way to Go Home (live) – 2:54

## Formazione
- Keith Emerson – tastiere
- Greg Lake – basso, chitarra, voce, armonica
- Carl Palmer – batteria, percussioni